# 대명 (대의녕)
대명(大明, 931년 ~ 937년)은 대의녕(大義寧) 말제(末帝) 양조(楊詔)의 연호이다.

## 연대 대조표
| 흥성       | 원년       | 2년        | 3년        | 4년        | 5년        | 6년        | 7년        |
| 서기(西紀) | 931년      | 932년      | 933년      | 934년      | 935년      | 936년      | 937년      |
| 간지(干支) | 신묘(辛卯) | 임진(壬辰) | 계사(癸巳) | 갑오(甲午) | 을미(乙未) | 병신(丙申) | 정유(丁酉) |

## 동시대 연호
| 이전 연호 흥성(興聖) | 중국의 연호 대의녕(大義寧) | 다음 연호 대리국 문덕(文德) |